# Heliconius diffusa
Heliconius diffusa är en fjärilsart som beskrevs av Butler 1873. Heliconius diffusa ingår i släktet Heliconius och familjen praktfjärilar. Inga underarter finns listade i Catalogue of Life.